# Scopula macraria
Scopula macraria är en fjärilsart som beskrevs av Achille Guenée 1858. Scopula macraria ingår i släktet Scopula och familjen mätare. Inga underarter finns listade.